# 小西政継
小西 政継（こにし まさつぐ、1938年（昭和13年）11月19日 - 1996年（平成8年）10月）は、日本の登山家である。東京都生まれ。

## 生涯
- 1954年 - 千代田区立麹町中学校を卒業し、活版印刷会社に入社。
- 1957年9月 - 山学同志会に入会する。
- 1967年2月7日 - 遠藤二郎・星野隆男とともに、マッターホルン北壁の冬季登攀に成功する（第3登）。冬季登攀の訓練は国内（滝谷）のみで行い、夏季の予行登攀も行わないという当時の常識を打ち破る登攀だった。
- 1969年 - 1970年には、エベレストの南西壁を試登するが、この際の大人数による極地法への違和感から少人数での尖鋭的な登攀への志向をより強めていく。
- 1971年 - グランドジョラス北壁の冬季登攀に成功する（第3登）。この時、凍傷で両足指をすべて失う。
- 1976年 - 山学同志会隊で、ジャヌー北壁の初登頂に成功する。
- 1980年 - カンチェンジュンガ主峰北壁の無酸素登攀を指揮、登頂に導く。小西自身は登頂に失敗。
- 1982年 - 日本山岳協会の合同登山隊の登攀隊長として、K2（チョゴリ）北壁の初登頂を無酸素での達成に導く。隊員の遭難により、小西自身は登頂を断念。
- 1983年 - 山学同志会の無酸素によるエベレスト遠征隊は登頂者を出すも、同時期にアタックをしたイエティ同人隊は吉野寛、禿博信が遭難。体力の低下により一線を退くことを考える。
- 1984年 - 「クリエイター9000」を設立し、本格的な登山から退く。
- 1993年 - アラスカ州のマッキンリーに登頂。
- 1994年 - 小西自らが「エグゼクティブ登山」と呼んだ、現在主流のガイド付きのスタイルで、再びヒマラヤ登山を開始する。「シルバータートル隊」同人に参加し、ダウラギリⅠ峰に登頂。自身初の8000m峰登頂となる。
- 1995年 - シシャパンマ中央峰に登頂を果たす。
- 1996年10月1日- マナスルに登頂後、消息を絶つ。

## 著書
- 『マッターホルン北壁：日本人冬期初登攀』（山と溪谷社、1968年）ISBN 4122041163
- 『凍てる岩肌に魅せられて』（毎日新聞社、1971年）ISBN 4122031915
- 『グランドジョラス北壁：ウオーカー稜冬期日本人初登攀』（山と溪谷社、1971年）ISBN 4-12-551830-0
- 『ジャヌー北壁』（白水社、1976年）ISBN 4560030081
- 『ロッククライミングの本』（白水社、1978年）ISBN 4560029806
- 『北壁の七人：カンチェンジュンガ無酸素登頂記』（山と溪谷社、1981年）
- 『山は晴天』（中央公論社、1982年）ISBN 4122031206
- 『砂漠と氷雪の彼方に：チョゴリ登頂の全記録』（山と溪谷社、1983年）ISBN 4635041395
- 小西政継監修、内田修写真『実戦登山セミナー：北八ガ岳から穂高岳へ-北八ガ岳から穂高岳へ』（山と溪谷社、1986年）ISBN 4635160106
- 『小西政継僕のザイル仲間たち』（山と溪谷社、1987年）ISBN 4-635-17027-6

## 関連書籍
- 本田靖春著『栄光の叛逆者：小西政継の軌跡』（山と溪谷社、1980年）ISBN 4-8451-0719-8
- 朝日新聞社編『チョゴリ〈Ｋ２〉への道：挑戦の記録』（朝日新聞社、1982年）
- 日本山岳協会登山隊、日本放送協会取材班『喬戈里峯登頂記:中国側北稜ルート征服の全記録』（日本放送出版協会、1982年）ISBN 4-14-008298-4
- 尾崎隆著『果てしなき山行』（中央公論社、1983年）ISBN 4122013232
- 長尾三郎著『マッキンリーに死す：植村直己の栄光と修羅』（講談社、1986年）ISBN 9784061844384
- 長尾三郎著『精鋭たちの挽歌:「運命のエベレスト」1983年10月8日』（山と溪谷社、1989年）ISBN    	 4-635-17041-1
- 神田たけ志著『氷壁の達人』（主婦と生活社）コミック・ギガに1990年から1991年にかけて連載された（連載中は「ドシ・ドーシ！」という題名）。GIGA-COMICS版は、1巻（1991年11月初版）、2巻（1992年1月初版）、3巻（1992年3月初版）が刊行されたが絶版。その後、2002年9月にダイソーコミックシリーズとして、1巻と2巻が復刊された。しかしダイソー版では総ページ数を192ページにするという制限があるようで、その分GIGA版から削除されている部分がある。
- 石川富康著『五十歳からのヒマラヤ：四つの八千メートル峰登頂』（山と溪谷社、1996年）ISBN 9784635170895
- 原真著『快楽登山のすすめ』（東京新聞出版局、1997年）ISBN 9784808306014
- 佐瀬稔著『残された山靴：志なかばで逝った8人の登山家の最期』（山と溪谷社、1999年）ISBN 4-635-17138-8
- 小西郁子著『小西さんちの家族登山：妻が語る登山家・小西政継の素顔』（山と溪谷社、1999年）ISBN 9784635171489
- 野口健著『落ちこぼれてエベレスト』（集英社、1999年）ISBN 9784797670080
- 長尾三郎著『激しすぎる夢：「鉄の男」と呼ばれた登山家・小西政継の生涯』（山と溪谷社、2001年）ISBN 9784635340175
- 渡邊玉枝著『63歳のエヴェレスト』（白水社、2003年）ISBN 9784560030424
- 植村直己著、文藝春秋編『植村直己、挑戦を語る』（文藝春秋、2004年）ISBN 4-16-660390-6